# Александра Колонтај
Александра Михајловна Колонтај (рус. Алекса́ндра Миха́йловна Коллонта́й; Санкт Петербург, 31. март 1872 — Москва, 9. март 1952) била је руска револуционарка, феминисткиња, дипломаткиња и дугогодишња амбасадорка Совјетског Савеза у Норвешкој и Шведској. Остала је упамћена као прва жена у савременој историји која је била чланица неке владе, као и први дипломата женског пола.

## Биографија

### Младост
Рођена је 1872. године у Санкт Петербургу, тадашњем главном граду Руске империје. Њен отац био је руски генерал Михаил Алексејевич Домонтович, припадник старе козачке украјинске породице која вуче корене још из 13. века. Био је познати заговорник либералних идеја, попут уређења Русије у уставну монархију по узору на Уједињено Краљевство. Њена мајка Александра била је ћерка финског трговца дрвима. Пошто ју је као дете одгајала енглеска дадиља, мајка јој је пренела манире који су увелико одредили њена каснија политичка убеђења и ставове.
Александра је делила очево занимање за историју и савладала знање неколико језика; с мајком је разговарала на француском, с дадиљом на енглеском, са слугама на имању на финском, а похађала је студиј немачког. Александра је исказала жељу да настави школовање на универзитету, али јој је мајка одбила њен захтев, истичући да жене немају потребе за даљим образовањем, те да су универзитети расадник радикалних политичких идеја примамљивих омладини. Александра је напослетку завршила курс за школску учитељицу.
Око 1890. или 1891. године упознала је свог будућег супруга, Владимира Лудвиговича Колонтаја, студента инжењерства истовремено укљученог у активности на војном институту. Њени родитељи успротивили су се овој вези због младићевог скромног имовинског стања, па су Александру послали на путовање Западном Европом како би га заборавила. Међутим, они су остали у вези и венчали се 1893. године. Александра је ускоро остала трудна и 1894. родила сина Михаила. Тада је почела да чита радикалну популистичку и марксистичку литературу.

### Револуционарне активности
Александра је дошла у додир с револуционарно оријентисаним људима и идејама помажући својој сестри Женији у одржавању недељних предавања описмењавања радника, а на којима су помало промовисане и социјалистичке идеје. На овим предавањима Александра се упознала с Еленом Стасовом, активисткињом растућег марксистичког покрета у Санкт Петербургу. Године 1898. упутила се на студије економије у Цириху и била на пропутовању до Велике Британије, где се упознала с појединим члановима британске Лабуристичке партије. У Русију се вратила 1899. године и тада се упознала с Владимиром Иљичем Лењином. Исте је године постала чланица Руске социјалдемократске радничке партије. Био је сведок тзв. Крваве недеље 1905. године у Санкт Петербургу.
Године 1908. отишла је у егзил у Немачку, након што је написала књигу „Финска и социјализам“ у којој је позвала фински народ да устане против хегемоније Руске империје. Током путовања по Европи упознала се с Карлом Либкнехтом и Розом Луксембург. По почетку Првог светског рата напустила је Немачку, јер су немачки социјалдемократи подржали рат. Строго се противила рату као начину решавања проблема и отворено говорила против њега. Након обиласка Данске и Шведске, где су је протерали због антиратних ставова, коначно је нашла истомишљенике у једној социјалистичкој заједници у Норвешкој. Вратила се у Русију након абдикације цара и Фебруарске револуције 1917. године.

### Политичка каријера
Током раскида унутар Руске социјалдемократске радничке партије 1903. године, на мењшевике Јулија Мартова и бољшевике Владимира Лењина, Александра се није приклонила ниједној фракцији; тек је 1915. приступила бољшевицима. Након Октобарске револуције, вршила је функцију народне комесарке за социјална питања. Била је најистакнутија жена у новој совјетској влади и оснивач тзв. Женског одељења 1919. године. Циљ ове организације било је побољшање животних услова жена у совјетској Русији, борба против неписмености, информисање о радним условима након Револуције и слично. Женско одељење напослетку је затворено 1930. године. Године 1917, удала се за Павела Дибенка.
Колонтајева је у влади постала изузетно критички расположена према Комунистичкој партији и, заједно са својим пријатељем Александром Шљапниковим, формирала леву фракцију унутар Партије, тзв. Радничку опозицију. Лењин је временом успео да распусти радничку опозицију, а Александра је мање-више политички маргинализована. Наиме, мањкало јој је политичког утицаја у редовима Партије, што ју је спречавало да има водећу улогу као предводница борбе за женска права. Године 1923. додељена јој је функција амбасадорке у Норвешкој, чиме је постала прва жена-амбасадор у савременој историји. Касније је била амбасадорка у Мексику (1926—1927) и у Шведској (1930-1945). Такође је била и посланица Совјетског Савеза у Друштву народа.

### Смрт и наслеђе
Умрла је у Москви 9. марта 1952. године, мање од месец дана пре њеног 80. рођендана.
Велик интерес за њен живот и дело био је развијен у Британији САД током 1970-их, односно након развоја феминистичког покрета и радикалних идеја 1960-их година. О њој је тада написан велик број књига и брошура, али и две стручне биографије од стране историчарки Кети Портер и Барбаре Јуан Клементс.